# Championnat du Chili de football 2000
Navigation
Saison précédente Saison suivante
La saison 2000 du Championnat du Chili de football est la soixante-huitième édition du championnat de première division au Chili. Les seize meilleurs clubs du pays sont regroupés au sein d'une poule unique où ils s'affrontent deux fois au cours de la saison, à domicile et à l'extérieur. À l'issue de la saison, les deux derniers du classement sont relégués et remplacés par les deux meilleurs clubs de Segunda División, la deuxième division chilienne.
C'est le CF Universidad de Chile, tenant du titre, qui remporte à nouveau le championnat cette saison après avoir terminé en tête du classement final, avec neuf points d'avance sur le Club de Deportes Cobreloa et douze sur Colo Colo. C'est le onzième titre de champion du Chili de l'histoire du club, qui réussit même le doublé en s'imposant en finale de la Copa Chile face au CD Santiago Morning.

## Les clubs participants
| - Colo Colo - CD Universidad Católica - CF Universidad de Chile - Provincial Osorno - Promu de Segunda División - CD Coquimbo Unido - CD Everton de Viña del Mar - Promu de Segunda División - Club de Deportes Cobreloa - Club Deportivo Huachipato | - Club Deportivo O'Higgins - Unión Española - Promu de Segunda División - CD Puerto Montt - Audax Italiano - Club Deportivo Palestino - CD Santiago Morning - Club Deportes Concepción - Santiago Wanderers - Promu de Segunda División |

## Compétition
Le barème utilisé pour établir le classement est le suivant :
- Victoire : 3 points
- Match nul : 1 point
- Défaite : 0 point

### Première phase
| Rang | Équipe                      | Pts | J  | G  | N  | P  | Bp | Bc | Diff |
| ---- | --------------------------- | --- | -- | -- | -- | -- | -- | -- | ---- |
| 1    | CF Universidad de ChileTC   | 61  | 30 | 18 | 7  | 5  | 62 | 17 | +45  |
| 2    | Club de Deportes Cobreloa   | 52  | 30 | 15 | 7  | 8  | 35 | 18 | +17  |
| 3    | Colo Colo                   | 49  | 30 | 13 | 10 | 7  | 58 | 46 | +12  |
| 4    | Unión EspañolaP             | 48  | 30 | 13 | 9  | 8  | 43 | 38 | +5   |
| 5    | Club Deportes Concepción    | 44  | 30 | 11 | 11 | 8  | 51 | 42 | +9   |
| 6    | CD Universidad Católica     | 43  | 30 | 11 | 10 | 9  | 28 | 30 | -2   |
| 7    | Santiago WanderersP         | 41  | 30 | 10 | 11 | 9  | 47 | 46 | +1   |
| 8    | Audax Italiano              | 40  | 30 | 11 | 7  | 12 | 38 | 34 | +4   |
| 9    | Club Deportivo Palestino    | 40  | 30 | 11 | 7  | 12 | 45 | 44 | +1   |
| 10   | CD Santiago Morning         | 38  | 30 | 10 | 8  | 12 | 47 | 54 | -7   |
| 11   | CD Coquimbo Unido           | 37  | 30 | 10 | 7  | 13 | 36 | 47 | -11  |
| 12   | Club Deportivo O'Higgins    | 36  | 30 | 10 | 6  | 14 | 43 | 52 | -9   |
| 13   | Club Deportivo Huachipato   | 34  | 30 | 9  | 7  | 14 | 44 | 48 | -4   |
| 14   | CD Puerto Montt             | 31  | 30 | 9  | 6  | 15 | 42 | 54 | -12  |
| 15   | CD Everton de Viña del MarP | 30  | 30 | 8  | 9  | 13 | 41 | 53 | -12  |
| 16   | Provincial OsornoP          | 23  | 30 | 5  | 8  | 17 | 37 | 64 | -27  |

|  | Qualification pour la Copa Libertadores 2001                                     |
|  | Qualification pour le barrage pré-Libertadores                                   |
|  | Relégation directe en Segunda Division                                           |
|  | T : Tenant du titre C : Vainqueur de la Copa Chile P : Promu de Segunda Division |

- Les critères de qualification pour le barrage pré-Libertadores ne sont pas connus.

#### Barrage pour la Copa Libertadores
Le barrage se joue en matchs simple.
Demi-finales :
| Équipe 1                | Résultat | Équipe 2                 |
| ----------------------- | -------- | ------------------------ |
| CD Universidad Católica | 2 - 1    | CD Santiago Morning      |
| Audax Italiano          | 0 - 1    | Club Deportes Concepción |

Finale :
| Équipe 1                | Résultat | Équipe 2                 |
| ----------------------- | -------- | ------------------------ |
| CD Universidad Católica | 2 - 3    | Club Deportes Concepción |

## Bilan de la saison
| Championnat du Chili de football 2000 |                                              |
| Champion                              | CF Universidad de Chile (11e titre)          |
| Coupes et trophées                    |                                              |
| Vainqueur de la Coupe du Chili 2000   | CF Universidad de Chile                      |
| Qualifications continentales          |                                              |
| Copa Libertadores 2001                | CF Universidad de Chile                      |
| Copa Libertadores 2001                | Club de Deportes Cobreloa                    |
| Copa Libertadores 2001                | Club Deportes Concepción                     |
| Copa Mercosur 2001                    | Colo Colo                                    |
| Copa Mercosur 2001                    | CD Universidad Católica                      |
| Copa Mercosur 2001                    | CF Universidad de Chile                      |
| Promotions et relégations             |                                              |
| Promus en Primera División            | Unión San Felipe CSD Rangers                 |
| Relégués en Segunda División          | Provincial Osorno CD Everton de Viña del Mar |